# 四团镇
四团镇，是中华人民共和国上海市奉贤区下辖的一个乡镇级行政单位。面积74.1平方公里。户籍人口5.59万人（2008年）。

## 行政区划
四团镇下辖以下居委会和村委会：
四团社区、平安社区、邵厂社区、平安第二社区、三坎村、镇西村、大桥村、团南村、四团村、长堰村、小荡村、新桥村、夏家村、拾村村、渔墩村、渔洋村、向阳村、龙尖村、平海村、三团港村、五四村、新建村、前哨村、横桥村和杨家宅村。

## 交通
浦东铁路、沪苏通铁路：四团站